# Пологівський районний краєзнавчий музей
Пологівський районний краєзнавчий музей — один з музеїв Запорізької області, заснований у 1968 році.

## Історія музею
Пологівський районний краєзнавчий музей засновано у 1968 році. Будівля, у якій розташовується музей, є однією із найстаріших у місті. Раніше це була оселя заможних купців, братів Сандомирських, власників скляного заводу станції Пологи. Після подій 1917 року тут знаходилася Пологівська міліція, згодом – банк. А з 1968 року тут функціонує краєзнавчий музей. Ініціатором його створення і першим директором був краєзнавець О.В. Чудновський.

## Опис музею
Пологівський районний краєзнавчий музей знаходиться за адресою: Запорізька область, м.Пологи, Водопровідний переулок, 10.
Музейний фонд налічує більше 12 тисяч історичних пам’яток. Тут є кам’яні ідоли половецького періоду ХІ-ХІІ ст. н.е., археологічні знахідки під час розкопок курганів, предмети побуту і сільськогосподарський реманент перших переселенців, фотографії та документи, що свідчать про будівництво Катериненської залізниці та заснування міста Пологи,  особисті речі, відзнаки героїв-земляків. Матеріали знаходяться у шести залах: «Природа Пологівщини», «Археологія та заселення краю», «Наш край на початку ХХ століття», «Пологівський район напередодні та в роки Другої світової війни», «Сучасність рідного краю» та виставкова зала.
Експозицію доповнюють  дві діорами: «Розробка Положського родовища каолінів та вогнетривких глин» та «Кінсько-Роздорівське водосховище». Наявні інтер’єри: «Куточок селянської хати», «Оселя міщанської родини», «Пологи – залізничне містечко», «Оселя пологівців 70-х років ХХ століття». Також представлена інформація про промислові підприємства: ПАТ «Пологівський олійноекстракційний завод», ТДВ «Пологівський хімічний завод «Коагулянт», ТОВ «Дніпрокераміка», ТОВ «Гірничодобувна компанія «Мінерал». Життя та досягнення відомих  пологівців відображає експозиція «Славиться Пологівщина земляками».